# Karvaly (település)
Karvaly (1890-ig Jasztraba, szlovákul: Jastrabá) község Szlovákiában, a Besztercebányai kerületben, a Garamszentkereszti járásban.

## Fekvése
Körmöcbányától 9 km-re, délre fekszik.

## Nevének eredete
Neve a szlovák jastrab (= héja) főnévből származik.

## Története
A község területe ősidők óta lakott, határában a vonaldíszes kultúra, valamint lausitzi kultúra és a hallstatti kultúra magaslati településének maradványait tárták fel. A római korban barbár település állt itt.
Karvalyt 1487-ben „Iztrebe" néven említik először, de temploma és plébániája már 1300 körül megvolt. Az esztergomi érsekség faluja volt, majd 1776-tól a besztercebányai püspökséghez tartozott. 1601-ben malma és 61 háza állt. 1715-ben 40 adózót számoltak a településen. 1828-ban 67 házában 427 lakos élt, akik mezőgazdasággal, idénymunkákkal foglalkoztak. Iskoláját 1867-ben alapították, ezzel Karvaly a környék kulturális és oktatási központja lett.
Vályi András szerint: „JASZTRABI. Tót falu Bars Várm. földes Ura a’ Besztercze Bányai Püspökség, lakosai katolikusok, fekszik Trentsénhez 1 mértföldnyire, határja középszerű."
Fényes Elek geográfiai szótárában: „Jasztraba, tót falu, Bars vmegyében, Zolyom vmegye szélén: 427 kath. lak. Kath. paroch. templom. Sovány, köves határ. F. u. a beszterczei püspök. Ut. p. Selmecz."
Bars vármegye monográfiája szerint: „Karvaly, a körmöczbányai hegyek alatt fekvő tót kisközség, 459 róm. kath. vallású lakossal. Azelőtt Jasztraba volt a neve. 1478-ban Besztrebe néven találjuk említve, régi templomával, mely tehát a XIV. században épülhetett. Földesura az esztergomi érsek volt, azután a beszterczebányai püspök, ki itt ma is birtokos. Postája, távirója és vasúti állomása Bartos."
A trianoni diktátumig Bars vármegye Garamszentkereszti járásához tartozott.

## Népessége
| Év:            | 1994. | 2004.   | 2014.   | 2024.   |
| -------------- | ----- | ------- | ------- | ------- |
| Emberek száma: | 593   | 590     | 552     | 552     |
| Eltérés:       |       | -0,50 % | -6,44 % | +1,42 % |

| Év:            | 2023. | 2024.   |
| -------------- | ----- | ------- |
| Emberek száma: | 555   | 552     |
| Eltérés:       |       | -0,54 % |

1910-ben 605, túlnyomórészt szlovák anyanyelvű lakosa volt.
2001-ben 581 lakosából 577 szlovák volt.
2011-ben 577 lakosából 569 szlovák volt.

## Nevezetességei
- Mihály arkangyal tiszteletére szentelt, római katolikus temploma a 16. század második felében épült késő gótikus stílusban. A 17. és a 18. században átépítették.
- A falu alsó végén neobarokk útikápolna áll.

## Külső hivatkozások
- Községinfó
- Karvaly Szlovákia térképén[halott link]
- E-obce.sk Archiválva 2008. szeptember 14-i dátummal a Wayback Machine-ben